# Pebbles (Australien)

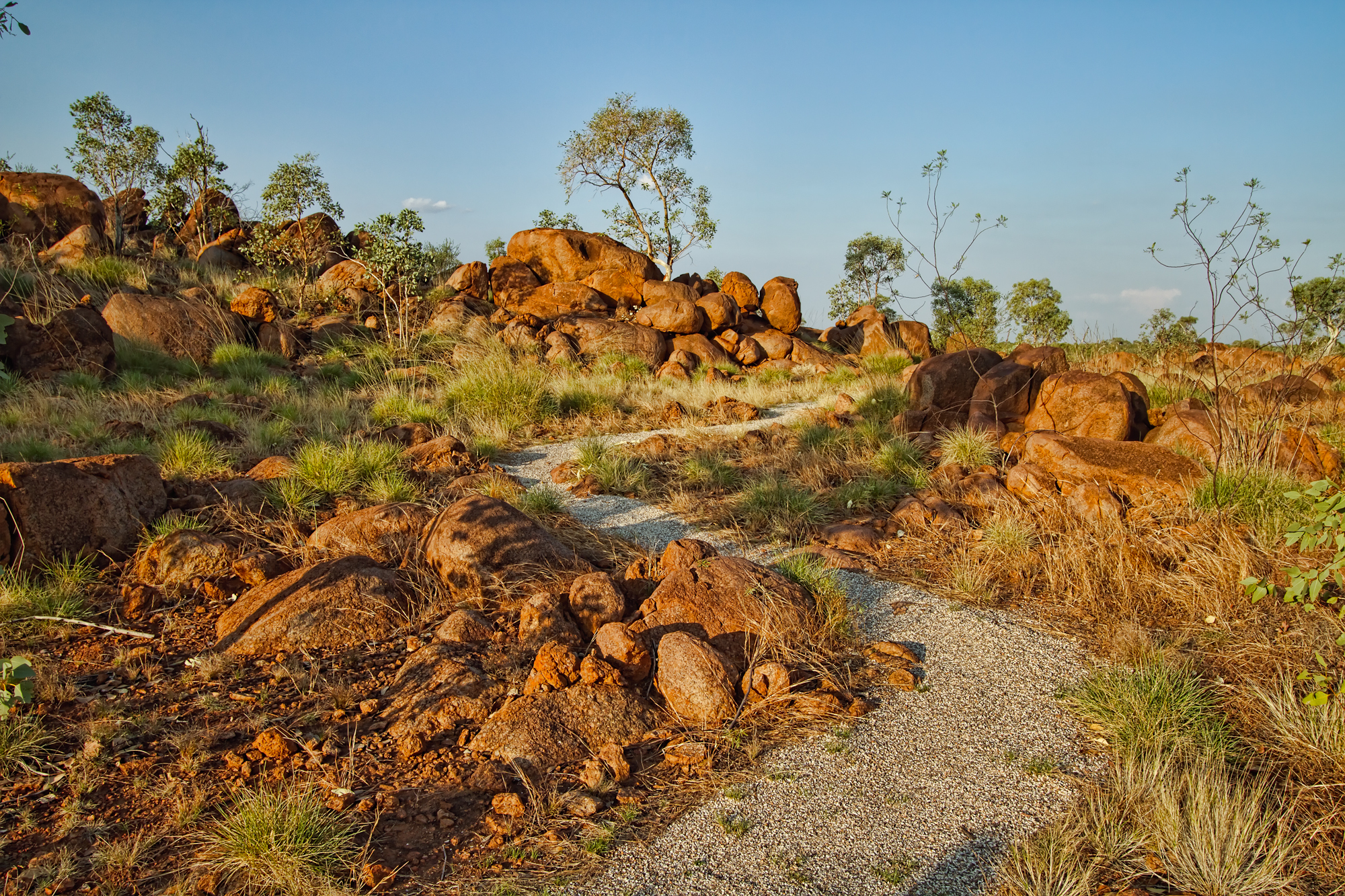
The Pebbles

The Pebbles, auch Kunjarra genannt, ist eine spirituelle Stätte der Warumungu, eines Stammes der Aborigines. Der Ort liegt etwa 12 Kilometer nördlich von Tennant Creek im australischen Bundesstaat Northern Territory und weist wie der bekanntere Ort Devil’s Marbles zahlreiche verwitterte Granitkugeln auf.
Nach der Tradition ist dieser Ort den Frauen des Stammes vorbehalten – Männer dürfen ihn nur in Begleitung aufsuchen. Kunjarra dient als Versammlungsort und als Platz für Zeremonien und Tänze. Der Ort ist den Munga Munga (auch Mungarr Mungarr geschrieben) gewidmet, einer legendären Gruppe von Frauen der Traumzeit, die seit Urzeiten spiritueller Eigentümer des Landes ist.
Um den Ort Kunjarra entzündeten sich in der Vergangenheit Konflikte zwischen Ureinwohnern und Einwanderern. Im Jahr 1980 wurde ein Stein entfernt und zur Tourismusförderung in Tennant Creek aufgestellt, wurde aber nach Protesten ein Jahr später zurückgebracht. Ein Bergbauunternehmen stand im Jahr 1989 kurz davor, mit Arbeiten vor Ort zu beginnen, was nach fehlgeschlagenen Verhandlungen durch ein sechswöchiges Protestlager der Ureinwohner verhindert wurde.